# Kévin Rocheteau
Kévin Rocheteau (Royan, 10 luglio 1993) è un calciatore francese, attaccante del Pays de Cassel.

## Carriera
Cresciuto nel settore giovanile del Niort, esordisce in prima squadra il 2 agosto 2013, disputando l'incontro di Ligue 2 pareggiato per 1-1 contro il Troyes.

## Statistiche

### Presenze e reti nei club
Statistiche aggiornate al 24 gennaio 2023.
| Stagione         | Squadra          | Campionato       | Campionato | Campionato | Coppe nazionali | Coppe nazionali | Coppe nazionali | Coppe continentali | Coppe continentali | Coppe continentali | Altre coppe | Altre coppe | Altre coppe | Totale | Totale |
| Stagione         | Squadra          | Comp             | Pres       | Reti       | Comp            | Pres            | Reti            | Comp               | Pres               | Reti               | Comp        | Pres        | Reti        | Pres   | Reti   |
| ---------------- | ---------------- | ---------------- | ---------- | ---------- | --------------- | --------------- | --------------- | ------------------ | ------------------ | ------------------ | ----------- | ----------- | ----------- | ------ | ------ |
| 2013-2014        | Niort            | L2               | 12         | 3          | CF+CdL          | 0+1             | 0+1             |                    | -                  | -                  |             | -           | -           | 13     | 4      |
| 2014-2015        | Niort            | L2               | 9          | 0          | CF+CdL          | 1+0             | 0               |                    | -                  | -                  |             | -           | -           | 10     | 0      |
| 2015-2016        | Niort            | L2               | 23         | 2          | CF+CdL          | 2+1             | 1+0             |                    | -                  | -                  |             | -           | -           | 26     | 3      |
| 2016-2017        | Niort            | L2               | 9          | 1          | CF+CdL          | 1+0             | 0               |                    | -                  | -                  |             | -           | -           | 10     | 1      |
| Totale Niort     | Totale Niort     | Totale Niort     | 53         | 6          |                 | 6               | 2               |                    | -                  | -                  |             | -           | -           | 59     | 8      |
| 2017-2018        | Les Herbiers     | N                | 27         | 7          | CF              | 8               | 3               |                    | -                  | -                  |             | -           | -           | 35     | 10     |
| 2018-2019        | SO Cholet        | N                | 31         | 15         | CF              | 1               | 0               |                    | -                  | -                  |             | -           | -           | 32     | 15     |
| 2019-2020        | SO Cholet        | N                | 17         | 10         | CF              | 0               | 0               |                    | -                  | -                  |             | -           | -           | 17     | 10     |
| Totale SO Cholet | Totale SO Cholet | Totale SO Cholet | 48         | 25         |                 | 1               | 0               |                    | -                  | -                  |             | -           | -           | 49     | 25     |
| 2020-2021        | Dunkerque        | L2               | 1          | 0          | CF              | 0               | 0               |                    | -                  | -                  |             | -           | -           | 1      | 0      |
| 2021-2022        | Dunkerque        | L2               | 26         | 5          | CF              | 1               | 0               |                    | -                  | -                  |             | -           | -           | 27     | 5      |
| Totale Dunkerque | Totale Dunkerque | Totale Dunkerque | 27         | 5          |                 | 1               | 0               |                    | -                  | -                  |             | -           | -           | 28     | 5      |
| 2022-2023        | Niort            | L2               | 11         | 0          | CF              | 4               | 1               |                    | -                  | -                  |             | -           | -           | 15     | 1      |
| Totale carriera  | Totale carriera  | Totale carriera  | 166        | 43         |                 | 20              | 6               |                    | -                  | -                  |             | -           | -           | 186    | 49     |